# Houdemont (Meurthe-et-Moselle)
Houdemont é uma comuna francesa na região administrativa de Grande Leste, no departamento de Meurthe-et-Moselle. Estende-se por uma área de 3,62 km². Em 2010 a comuna tinha 2 146 habitantes (densidade: 592,8 hab./km²).